# جسر جالتون
جسر غالتون هو جسر حديدي في سميثويك ، ويست ميدلاندز ، في إنجلترا. افتتح عام 1829 كطريق، إلا أنه في السبعينات تم تخصيصه جسراً للمشاة. بناهتوماس تيلفورد لربط الخط الرئيسي الجديد لقناة برمنغهام ، والتي تم بناؤها على ارتفاع 21 م فوق القناة ، مما يجعلها أعلى جسر مقوس أحادي الامتداد في العالم عند بنائه، تم تصنيع المكونات الحديدية ويشتمل التصميم على أعمدة إنارة مزخرفة ودعامات على شكل حرف "اكس" في الرفوف.
في أربعينيات القرن التاسع عشر ، تم تخصيص الجسر للسكك الحديدية. وخدم جسر غالتون الحركة المرورية لأكثر من 140 عامًا حتى تم افتتاح طريق جديد ، يُدعى تيلفورد واي ، في السبعينيات ، ولا يخدم الآن سوى المشاة وراكبي الدراجات. ويعد الجسر واحدًا من ستة جسور تم بناؤه بواسطة تيلفورد والتي تشترك في ميزات التصميم المشتركة، وجسر غالتون الوحيد الذي لا يزال قائماً دون تعديل. خضع الجسر لأعمال صيانة طفيفة في الثمانينيات ، وبعد ذلك أعيد طلاؤه باللون الأسود. تتم صيانته من قبل "كانال أند ريفر تراست" وأطلق اسم الجسر أيضاً على محطة سكة حديد قريبة منه.

## الخلفية
تم بناء قناة برمنغهام في أواخر ستينيات القرن التاسع عشر على طول طريق متعرج ، يربط برمنغهام بوولفرهامبتون عبر حقول الفحم في بلاك كنتري . شكلت قطعة أرض مرتفعة في سميثويك ، إحدى العقبات الرئيسية على الطريق، وخطط المهندسون لحفر نفق ، لكنهم اكتشفوا أن ظروف الأرض لم تكن مناسبة. وبذلك تم نقل القناة فوق التل .  
بحلول عشرينيات القرن التاسع عشر ، نمت الحركة حول القناة بشكل كبير وأدى ضيقها إلى حدوث ازدحام. كانت القمة في سميثويك قصيرة وتحدها أقفال من كل طرف ؛ نتيجة لذلك ، كان من الشائع أن تتشكل طوابير طويلة من القوارب في أي من طرفيها ، وغالبًا ما اندلعت خلافات بين أطقم القوارب. كانت التحسينات موضع نقاش لسنوات ، على الرغم من أن الحافز المباشر للاستثمار كان اقتراحًا لخط سكة حديد تربط برمنغهام وليفربول عبر ولفرهامبتون. استشار مالكو القناة توماس تيلفورد ، مهندس القناة الأكثر شهرة في ذلك الوقت ، وصمم طريقًا جديدًا أكثر استقامة مما قلل بشكل كبير من طول القناة.   تضمن هذا المخطط حفر وادي اصطناعي عبر أرض مرتفعة في سميثويك. سمي الجسر على اسم صموئيل ترتيوس جالتون ، رجل الأعمال المحلي والمستثمر الرئيسي في شركة برمنغهام كانال.  
تم شق ثلاثة طرق محلية من خلال العمل ، واستبدل اثنتين منها بجسور البناء التقليدية ، ولكن كان على رويبوك لين العبور في أوسع وأعمق نقطة. مثل جميع الجسور على الطريق الجديد ، كان من الضروري أن تمتد القناة دون إعاقة الممر المائي . ومن ثم ، اعتبر تيلفورد أن الهيكل الأخف ضروريًا.   كان تيلفورد رائدًا في استخدام الحديد واشتهر بجسوره وقنواته التي تستخدم المواد ، والتي اكتشف أنه يمكن استخدامها لإنشاء مسافات أوسع مما كان ممكنًا في السابق باستخدام الطوب أو الحجر.   تم افتتاح أول جسر حديدي في العالم في شروبشاير قبل خمسين عامًا من جسر غالتون. أمضى المهندسون بما في ذلك تيلفورد بقية القرن الثامن عشر وجزء كبير من القرن التاسع عشر في تحسين أساليب البناء. 

## التصميم
الجسر يمتد على طول 150 قدم (46 م) ، 26 قدم (8 م) منها واسعة و 70 قدم (21 م) يعبر فوق القناة. يتكون الجسر من ستة أضلع من الحديد، كل منها مصنوع من سبعة أجزاء ، مربوطة ببعضها البعض. الجسر مدعوم بدعامات طويلة من الطوب ومبنية على ضفاف الوادي. تدعم السطح دعامة على شكل X . أضاف تيلفورد حاجزًا زخرفيًا وأعمدة إنارة ، أيضًا من الحديد. عند بنائه ، كان يُعتقد أنه أطول جسر فوق قناة وأعلى جسر مقوس أحادي الامتداد في العالم ؛ كتب تيلفورد في مذكراته "في مكان من أعظم أعمال التنقيب أقيم أكبر جسر في العالم ، وهو مصنوع من الحديد".    تم تدوين اسم "جسر جالتون" في وسط الهيكل.
وصف تيلفورد في مذكراته ، التي نُشرت بعد وفاته ، جسر غالتون بأنه "امتداد غير عادي". وأوضح أن قراره ببناء مثل هذا الجسر العالي وبنائه من الحديد كان قرارًا يتعلق بالسلامة مع الجانب الاقتصادي" 
جسر غالتون هو آخر جسر من سلسلة من ستة جسور قوسية من الحديد بناها تيلفورد بتصميم مماثل. الأول جسر بونار الذي يقع في المرتفعات الاسكتلندية ، وبني عام 1810 ، وأصبح النموذج الأولي. بالإضافة إلى جسر ميث في توكيسبيري، الذي بني قبل ثلاث سنوات من جسر غالتون، و جسر هولت فيلت في ورسيستيرشاير، الذي اكتمل في عام 1828.  
ولا يزال جسر غالتون هو الباقي الوحيد من بين الجسر الستة دون تعديل لاحق.   
كان جسر غالتون في الأصل يتمتع بموقع يكسبه منظراً بارزاً للوادي من كلا الجانبين إلا أن هذه الميزة اختفت، حيث يحاصر الجسر اليوم محطة سميثويك ، جسر للسكك الحديدية، وعلى الجانب الغربي (ولفرهامبتون) .  

## تاريخ

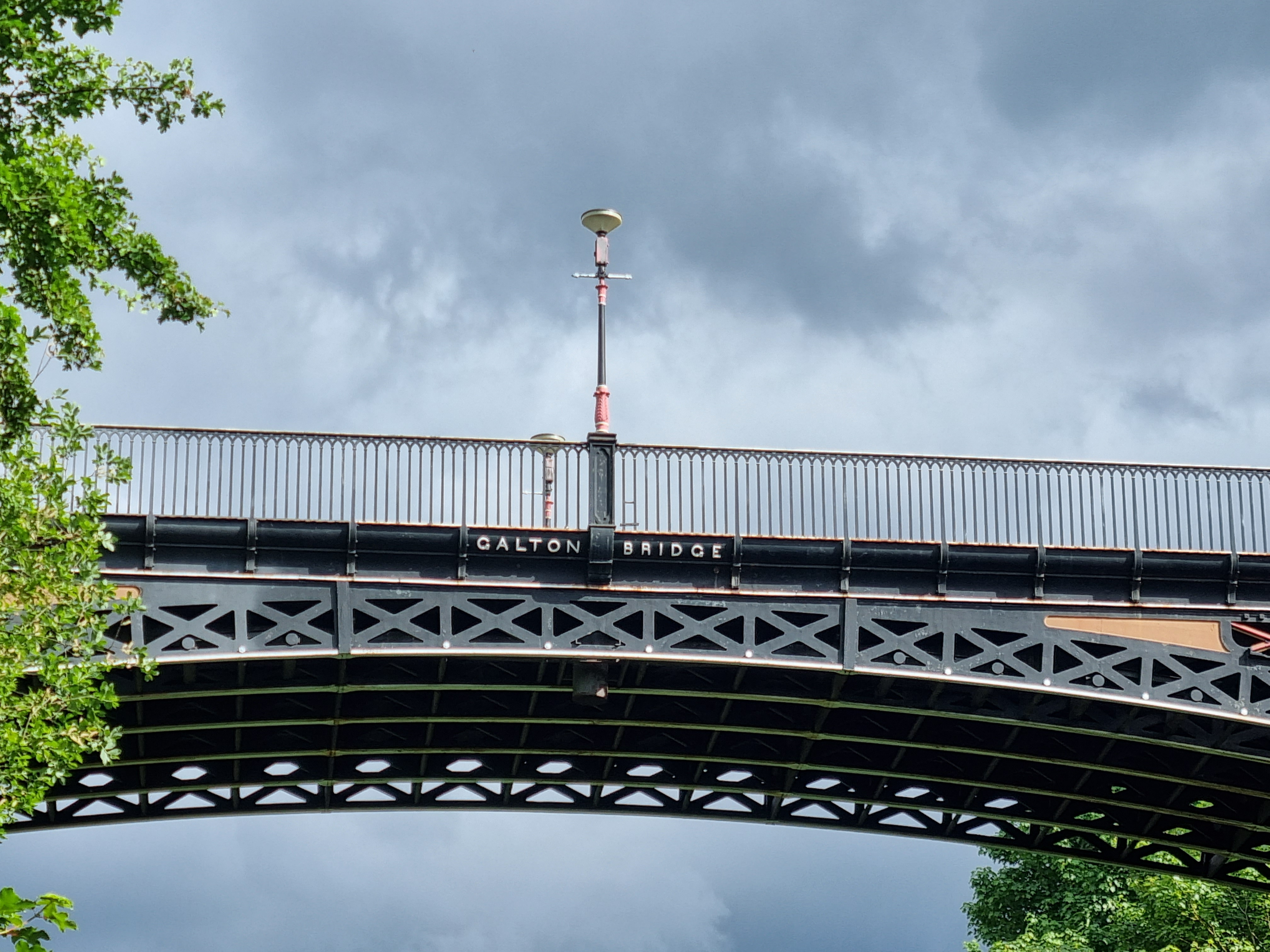
جسر غالتون، ويظهر أحد أعمدة الإنارة والاسم المدوَّن في الأعمال المعدنية

بدأت أعمال البناء في الجسر عام 1827. وتم افتتاحه في ديسمبر 1829.  زاره إسامبارد كينجدم برونيلا الذي كان مهندسًا شابًا ، في العام التالي من افتتاحه ووصفه بأنه "مذهل".  في الأربعينيات إلى الخمسينيات من القرن التاسع عشر ، بنت سكة حديد ستور فالي خط ولفرهامبتون – برمنغهام على طول طريق موازٍ للقناة، وقامت شركة السكك الحديدية ببناء جسر مجاور لسير مساراته باستخدام أحد الدعامات من جسر القناة. 
حمل الجسر مركبات ثقيلة بشكل متزايد لما يقرب من 150 عامًا حتى السبعينيات.   
خضع الجسر لأعمال إصلاح هيكلية طفيفة في عام 1987 وأعيد دهنه من جديد لتعزيز معالمه ؛ والذي اكتسب اللون الأسود منذ بنائه.  أثبتت الفحوصات في العقد الأول من القرن الحادي والعشرين أن الجسر كان في حالة ممتازة وأن أعمال الطلاء في الثمانينيات قد نجت بشكل جيد.

## أنظر أيضا
- قناة ذراع المحرك ، هيكل تيلفورد آخر من الحديد الزهر على نفس القناة
- المباني المدرجة من الدرجة الأولى في ويست ميدلاندز
- قائمة الجسور في المملكة المتحدة

### فهرس
- Andrew، Jim (1995). "The Canal at Smethwick – under, over and finally through the high ground". Industrial Archaeology Review. ج. 17 ع. 2: 171–192. DOI:10.1179/iar.1995.17.2.171.
- Biddle، Gordon (2011). Britain's Historic Railway Buildings: A Gazetteer of Structures (ط. second). Hersham, Surrey: Ian Allan. ISBN:978-0-7110-3491-4.
- Bligh، David؛ Brown، David؛ Crowe، Nigel (مايو 2007). "Birmingham Canal, England – a future unlocked by Telford". Proceedings of the Institute of Civil Engineers. ج. 160 ع. 5: 56–60. DOI:10.1680/cien.2007.160.5.56. ISSN:0965-089X.
- Broadbridge، S. R. (1974). The Birmingham Canal Navigations Volume 1: 1768–1846. Newton Abbot: David & Charles. ISBN:978-0-7153-6381-2. No second volume was ever published.
- Cragg، Roger (1997). Civil Engineering Heritage: Wales and West Central England (ط. second). London: Thomas Telford. ISBN:978-0-7277-2576-9.
- Glover، Julian (2017). Man of Iron: Thomas Telford and the Building of Britain (ط. paperback). London: Bloomsbury. ISBN:978-1-4088-3748-1.
- Hadfield، Charles (1985). Canals of the West Midlands (ط. third). Newton Abbot: David & Charles. ISBN:978-0-7153-8644-6.
- Hayman، Richard (2020). Bridges (ط. paperback). Oxford: Shire Books. ISBN:978-1-78442-387-2.
- McFetrich، David (2019). An Encyclopaedia of British Bridges (ط. Revised and extended). Barnsley: Pen and Sword Books. ISBN:978-1-5267-5295-6.
- Paxton، Roland (مايو 2007). "Thomas Telford's cast-iron bridges". Proceedings of the Institute of Civil Engineers. ج. 160 ع. 5: 12–19. DOI:10.1680/cien.2007.160.5.12. ISSN:0965-089X.
- Pratt، Derek (2005). The Architecture of Canals. Princes Risborough: Shire Books. ISBN:978-0-7478-0632-5.
- Rolt، L. T. C. (2011) [1958]. Thomas Telford (ط. new). Stroud: The History Press. ISBN:978-0-7509-4576-9.
- Ruddock، Ted (1979). Arch Bridges and their Builders 1735–1835. Cambridge: Cambridge University Press. ISBN:978-0-521-21816-0.
- Telford، Thomas (1838). The Life of Thomas Telford. London: Institute of Civil Engineers. ISBN:978-0-7277-6116-3.
- Troyano، Leonardo Fernández (2003). Bridge Engineering: A Global Perspective. London: Thomas Telford. ISBN:978-0-7277-3215-6.

### اقتباسات
1. 1 2 3  Bligh, Brown, & Crowe, p. 57.
2. ↑  Hadfield, p. 65.
3. ↑  Hadfield, p. 86.
4. 1 2 3 4 5 6  Bligh, Brown, & Crowe, p. 59.
5. 1 2  Broadbridge, pp. 105–106.
6. ↑  Rolt, pp. 210–211.
7. ↑  Paxton, p. 13.
8. ↑  Hayman, pp. 35–40.
9. 1 2  Glover, p. 335.
10. ↑  "Galton Bridge, Smethwick". National Transport Trust. مؤرشف من الأصل في 2022-09-28. اطلع عليه بتاريخ 2022-09-28.
11. ↑  Telford, pp. 80–81.
12. ↑  Cragg, pp. 201–202.
13. ↑  Paxton, pp. 18–19.
14. ↑  Ruddock, pp. 164–165.
15. ↑  Troyano, pp. 12, 301.
16. ↑  Pratt, p. 32.
17. 1 2  Biddle, p. 379.
18. ↑  McFetrich, p. 128.
19. ↑  Bligh, Brown, & Crowe, p. 60.

## روابط خارجية
قالب:Birmingham Canal Navigations